# Independent's Day
Independent's Day is een album uitgebracht door Royce Da 5'9" bij Trouble Records op 28 juli, 2005.

## Track listing
1. Intro
2. I Owe You
3. Ride (feat. Big Herk & Juan)
4. Wet My Whistle (feat. Sara Stokes)
5. Politics (feat. Cee-Lo Green)
6. Why You Looking at My Dog (feat. Yo Gotti)
7. Right Back (feat. Juan & Kid Vicious)
8. Skit
9. Blow Dat
10. Chips on Pistons (feat. Blade Icewood)
11. Skit
12. F*ck My Brains Out (feat. June & Ingrid Smalls)
13. Independent's Day
14. Meeting of the Bosses
15. Skit
16. Paranoid (feat. La the Darkman)
17. Lay It Down (feat. Juan & K-Doe)
18. Yeah